# أشنة بوت البحرية
أشنة بوت البحرية (الاسم العلمي:Pottia maritima) هي نوع من النباتات تتبع جنس أشنة بوت من فصيلة أشنات بوت.